# Scanner à rayons X

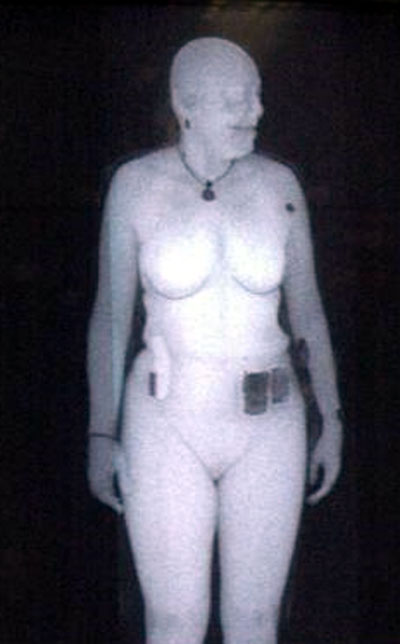
Image provenant d'un scanner à rétrodiffusion de rayons X.

Le scanner à rayons X est un scanner utilisant des rayons X utilisé principalement pour assurer la sûreté dans les aéroports, permettant de visualiser les objets contenus dans un bagage, ou cachés sous des vêtements.
C'est un des deux principaux types de scanner corporel, mais il est remplacé par le scanner corporel à ondes millimétriques qui a l'avantage d'être a priori inoffensif car n'utilisant pas de rayons ionisants. En France, son utilisation est interdite car on ne peut utiliser une machine à rayons X qu'à des fins médicales. 

## Technique
Le principe est totalement différent du scanner médical : dans ce dernier cas, les rayons X de forte puissance traversent l'organisme et permettent d'effectuer des coupes de l'organisme examiné. Le scanner corporel d'aéroport utilise des rayons X de faible puissance et c'est leur rétrodiffusion par la peau qui est analysée. L'irradiation reste très faible, de l'ordre de 0.05 µSv à 0.1 µSv par examen, ce qui est plus de 1 000 fois moins que lors d'une simple radiographie du thorax et ce qui équivaut à l'irradiation reçue lors d'un voyage en avion de moins de 10 minutes, du fait de l'irradiation naturelle.